# Hugo Schär
Hugo Schär (nascido em 27 de julho de 1948) é um ex-ciclista suíço. Competiu na prova de estrada (individual) nos Jogos Olímpicos de Verão de 1972 em Munique, mas não terminou.